# Bredenscheid
Bredenscheid ist ein Ortsteil der Stadt Hattingen im Ennepe-Ruhr-Kreis in Nordrhein-Westfalen. Bis 1926 war Bredenscheid eine eigenständige Gemeinde im Kreis Hattingen der preußischen Provinz Westfalen.

## Geographie
Bredenscheid nimmt die nordwestliche Hälfte des Hattinger Stadtteils Bredenscheid-Stüter ein. Im Norden reicht Bredenscheid bis zur Hattinger Kernstadt und im Nordosten bis Holthausen. Im Osten grenzt Bredenscheid an Sprockhövel, im Süden an den Hattinger Stadtteil Niederstüter, im Nordwesten an Niederbonsfeld und im Westen an Velbert-Nierenhof im Kreis Mettmann.
Bredenscheid besteht aus den beiden Gemarkungen Niederbredenscheid und Oberbredenscheid. Nachdem Bredenscheid historisch eine aus Einzelhöfen bestehende Bauerschaft war, hat sich im 20. Jahrhundert beiderseits der Straße Im Lichtenbruch eine größere Ansiedlung entwickelt.

## Geschichte
Bredenscheid wurde erstmals im Jahre 1047 als Bredensceth urkundlich als Besitz der Reichsabtei Werden erwähnt. Im Urbar des Klosters wurde der Ort um 1150 de Bredenscethe, 1265 in Bredenscheide, 1434 to Bredenscede und 1589 upm Bredenscheit genannt. Im 14. Jahrhundert wurde der Schultenhof Schrepping (Schrepincg, curtis) und 1490 ein Coene van Breydenscheit erwähnt.
Die Hofbesitzer tho Bredenscheit, up dem Palzenberch und in der Strybeck wurden schon im Jahr 1005 als freie Königshofbauern des „Hofes zu Hattingen“ erwähnt. Von den 21 Unterhöfen des Königshofes hatte der Hof von Hentz tho Bredenscheit, Hofesrichter laut Weistum von 1543 an Geld und Naturalien abzugeben: Maibede 18 Croner albus; Herbstbede 20 Croner albus; Offergelt (Zehnt) 9 Croner albus; Hundehafer 6 Scheffel; an den Abt 6 Scheffel Gerste, 6 Scheffel Hafer, 1 Schwein und 1 Herrenschilling; an den Schultheiß 1 Scheffel Hafer, 1 Mähdienst und eine Fallsteuer von 8 daler.
Durch Bredenscheid führte ab dem Hattinger Steinhagentor der Grüne Weg, ein Kirch- und Fernweg, zum südlichsten Hof des Königshofes, dem Hof Varentrapp in Oberelfringhausen. 
Bredenscheid gehörte im Spätmittelalter und der Frühen Neuzeit in eigener Bauerschaft (Bredenscheide) im Amt Blankenstein, Kirchspiel und Gericht Hattingen zur Grafschaft Mark. Laut dem Schatzbuch der Grafschaft Mark von 1486 hatten die 21 Steuerpflichtigen Hofbesitzer in der Bauerschaft zwischen ein oirt und vier Goldgulden an Abgabe zu leisten. Darunter war der Hof Schulenberg mit drei Goldgulden Abgabe als Salgut der Haupthof der Bauerschaft. Die große Bauerschaft erstreckte sich damals zwischen der nördlich gelegenen Stadt Hattingen und den südlich gelegenen Bauerschaften Elfringhausen (Elffrinckhusen) und Oberstüter (Up den Stuten). Laut Dienstgeldregister des Hauses Blankenstein von 1685 wurden 15 Hofbesitzer in der Bredensched Burschafft mit unterschiedlichen Albus-Beträgen besteuert. Laut einer Aufstellung von 1739 unterstanden dem Mühlenbann der halb königlich, halb dem Haus Cliff gehörenden Weiler-Mühle insgesamt 201 Bewohner aus Ober-Bredenscheid und 53 Bewohner aus Nieder-Bredenscheid.
Die heutigen Namen der Ortsteile Niederbredenscheid und Oberbredenscheid erscheinen erstmals ab 1735 in einer Ortschaftstabelle.
Die Deutung des Ortsnamens kann mit dem germ. Wort braidon „breit“ und einem germ. Wort für „Wasserscheide = Bergrücken“ umschrieben werden.
Seit dem 19. Jahrhundert bildete Bredenscheid eine Landgemeinde im Amt Hattingen des Landkreises Bochum im westfälischen Regierungsbezirk Arnsberg. Seit 1885 gehörte das Amt Hattingen mit der Gemeinde Bredenscheid zum Kreis Hattingen. Die Gemeinde (plus 4 Wohnplätze) hatte 1885 eine Fläche von 7,35 km², davon 289 ha Ackerland, 60 ha Wiesen und 319 ha Holzungen. Es gab 82 Wohngebäude mit 111 Haushaltungen und 635 Einwohner.
Am 1. April 1926 wurde Bredenscheid mit der Nachbargemeinde Niederstüter zur Gemeinde Bredenscheid-Stüter zusammengeschlossen. Diese Gemeinde kam 1970 zum größten Teil zur Stadt Hattingen. Ein Teil von Niederstüter kam zur Stadt Sprockhövel.

## Einwohnerentwicklung
| Jahr | Einwohner | Quelle |
| ---- | --------- | ------ |
| 1871 | 702       | [ 7 ]  |
| 1885 | 635       | [ 8 ]  |
| 1895 | 814       | [ 9 ]  |
| 1910 | 1181      | [ 10 ] |

## Bergbau
In Bredenscheid wurde zwischen 1737 und 1925 in den folgenden Zechen Steinkohlebergbau betrieben:
- Cornelius Erbstollen
- Friedliche Nachbar
- Gustav Carl
- Hoffnungsthal
- Johann Heinrich
- Johannessegen
- Schwarzer Rabe
- Valeria
- Wodan
- Zufälligglück

## Verkehr
Durch Bredenscheid verläuft die stillgelegte Bahnstrecke Wuppertal-Wichlinghausen–Hattingen, die in Bredenscheid auch einen Bahnhof besaß. An diese Bahnstrecke schlossen in Bredenscheid früher eine Pferdebahn aus dem Paasbachtal sowie das Anschlussgleis der Zeche Johannessegen an.